# گناهکار به‌سبب وابستگی
گناهکار به‌سبب وابستگی (انگلیسی: Guilty by Association) یک فیلم ویدئویی درام جنایی اکشن محصول سال ۲۰۰۳ با حضور مورگان فریمن است.